# Robert C. Gresham
Robert Coleman Gresham (geboren am 12. November 1917 in Booneville (Mississippi); gestorben am 16. August 2005 in Naples (Florida)) war ein amerikanischer Regierungsbediensteter. Er war von 1969 bis 1982 Mitglied der Regulierungsbehörde Interstate Commerce Commission.

## Leben
Robert wurde als Sohn von Jackson Files und Pearl (Bellamy) Gresham geboren und hatte noch drei Geschwister. Er besuchte die Grenada High School in Grenada (Mississippi) und das Sunflower Junior College in Moorhead.
Anschließend studierte er an der Southeastern University in Washington D.C. und an George Washington School of Government. Beide Studiengänge schloss er mit Auszeichnung ab.
Von Juni 1938 bis Januar 1953 war er Special Agent beim FBI in Washington. Dabei war er bis 1942 im Innendienst tätig und ab da bis 1946 im Außendienst in den Städten Philadelphia, New York City und Washington. Von 1946 bis 1953 war er wieder im Innendienst beschäftigt. Anschließend war er bis zum Dezember 1965 im Mitarbeiterstab des Council of State Chambers of Commerce. Von 1965 bis 1969 war er Personalleiter der Republikaner im House Appropriations Committee. 1969 wurde er von Präsident Richard Nixon für den Sitz des verstorbenen Wallace R. Burke in der Interstate Commerce Commission nominiert und am 19. November 1969 durch den Senat bestätigt. Im Juni 1974 wurde er von Nixon nochmals für eine zweite Amtszeit bis zum 31. Dezember 1981 nominiert und vom Senat bestätigt. In die Zeit seiner Tätigkeit fällt die Schaffung von Amtrak und Conrail. Er blieb bis zur Bestätigung seiner Nachfolgerin in der Interstate Commerce Commission Heather J. Gradison am 18. Juni 1982 im Amt.
Danach war er von 1982 bis 1987 stellvertretender Aufsichtsratsvorsitzender (Vice Chairman) der United States Railway Association. Während dieser Zeit erfolgte die Vorbereitung und Umsetzung des erfolgreichen Börsengangs von Conrail.
Seinen Ruhestand verbrachte er in Nables (Florida). Er war seit 1955 verheiratet und hatte zwei Kinder.
Er war unter anderem Mitglied des Republican National Committee, der Sons of the American Revolution, des Benevolent and Protective Order of Elks, des Loyal Order of Moose.